# Circundução

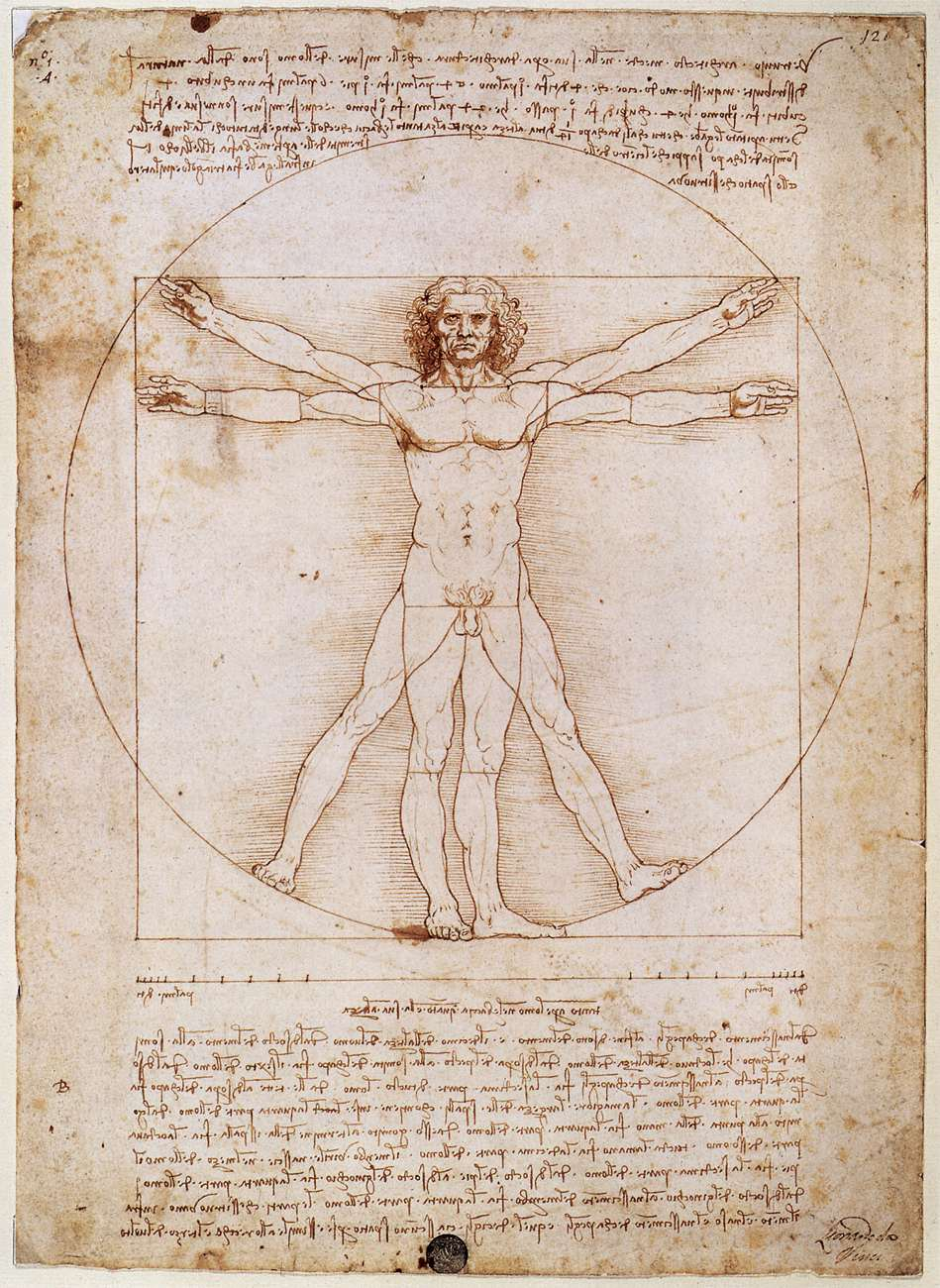
Para desenhar, à mão livre, uma circunferência, como esta presente na imagem do Homem Vitruviano, é preciso realizar a cicundução do braço.

No contexto anatômico, circundução é o nome dado à movimentação de uma estrutura, quando sua extremidade descreva um movimento circular.

## Realização
Na verdade, por mais que a circundução seja considerada um termo de movimento, corresponde à combinação de outros movimentos, realizados em uma ordem específica. Para efetuá-la, utiliza-se a sequência: flexão, abdução, extensão, adução (ou a ordem inversa).
Dessa forma, não há músculos responsáveis propriamente pela circundação: uma musculatura diversa precisa ser mobilizada para executá-la. Incluem-se músculos flexores, extensores, abdutores e adutores.

## Etimologia
Circundar é uma palavra proveniente do latim, que significa rotacionar em torno de um centro ou eixo.